# Otellotårta
Otellotårta är en choklad- och gräddtårta, troligen med danskt ursprung, från omkring år 1900, uppkallad efter Shakespeares pjäs med samma namn. Troligen komponerades tårtan efter att operan med samma namn som pjäsen sattes upp 1887 i Milano. Tårtan förekommer även på konditorier i Sverige och Norge.
Otellotårta består av en wiener-tårtbotten med chokladkräm (Sarah Bernhardt-kräm) och krämgrädde, med chokladglasyr på toppen och vit mandelmassa runt om tårtan.